# Petrovče
Petrovče so naselje v Občini Žalec. V Petrovčah stoji Bazilika Marijinega obiskanja. So eno pomembnejših naselij v občini Žalec, poleg Šempetra in Žalca. V Petrovčah se nahaja veliko pomembnih podjetij, ki predstavljajo hrbtenico njihovega gospodarstva. 